# アリー・ボンゴ・オンディンバ
アリー＝ベン・ボンゴ・オンディンバ（フランス語: Ali-Ben Bongo Ondimba, 1959年2月9日 - ）は、ガボンの政治家。2009年10月16日より、同国の第3代大統領を務めていたが、3選を決めた直後の2023年8月30日に軍部よりクーデターを起こされ政権の終焉が宣言された。イスラム教徒。

## 経歴
1959年2月9日、後に第2代大統領となるアルベール＝ベルナール・ボンゴ（オマール・ボンゴ・オンディンバ）の息子としてフランス領赤道アフリカのブラザヴィルに生まれた。パリ大学卒業後は政界に入り、1981年にガボン民主党に入党した。1989年には外務大臣となり、1991年まで同職にあった。1990年の複数政党制導入時にはオートオゴウェ州のボンゴヴィルより出馬して当選し、国会議員となった。1999年より2009年までは防衛大臣を務めた。
2009年6月8日に父のオマール・ボンゴ大統領が在職のまま死去すると、アリーは次期大統領の最有力候補とみなされるようになった。憲法上の規定により暫定大統領となった上院議長のローズ・フランシーヌ・ロゴンベのもとで大統領選が準備され、8月30日に大統領選挙が実施された。アリーは23人の候補者の中で41.7％の票を得て勝利を宣言したが、選挙戦や開票に不正が多いと不満を持った民衆が、9月3日にガボン第2の都市ポールジャンティで暴動を起こした。これを受け憲法裁判所が再開票を行ったものの、10月12日に再び41.7％の得票によってアリー・ボンゴが勝利したと発表し、10月16日に大統領に就任した。2016年の大統領選挙では僅差で再選。
2018年10月より病気療養のためモロッコに滞在。2019年1月7日には軍の一部兵士がクーデターを試みたが、数時間後に鎮圧され未遂に終わった。
2021年10月にはパンドラ文書に名前が載っていることが公表された。それによれば、タックス・ヘイヴンであるイギリス領ヴァージン諸島にある目的不明の2つのペーパーカンパニー（2021年時点で解散済）を支配下に置いていた。
2023年8月26日執行の大統領選挙では透明性に疑問の声が上がりつつも30日には選挙管理委員会が64.27％の票を獲得したオンディンバの3選を発表し、直後に軍部が制度移行・回復委員会を名乗り権力を掌握したと宣言。選挙結果の取り消しや国境閉鎖、国家機関解散などを宣言（2023年ガボンクーデター）。オンディンバは自宅に軟禁され、1967年以来56年間続いたボンゴ親子による独裁体制は崩壊した。